# Њижна Ситњица
Њижна Ситњица (слч. Nižná Sitnica) насељено је мјесто са административним статусом сеоске општине (слч. obec) у округу Хумење, у Прешовском крају, Словачка Република.

## Становништво
| Година:    | 1994. | 2004.   | 2014.    | 2024.   |
| ---------- | ----- | ------- | -------- | ------- |
| Број људи: | 368   | 365     | 328      | 303     |
| Разлика:   |       | -0,81 % | -10,13 % | -7,62 % |

| Година:    | 2023. | 2024. |
| ---------- | ----- | ----- |
| Број људи: | 300   | 303   |
| Разлика:   |       | +1 %  |

Према подацима о броју становника из 2024. године насеље је имало 303 становника.